# Distrito electoral de Hay Springs (condado de Sheridan, Nebraska)
Hay Springs (en inglés: Hay Springs Precinct) es un distrito electoral ubicado en el condado de Sheridan en el estado estadounidense de Nebraska. En el Censo de 2010 tenía una población de 951 habitantes y una densidad poblacional de 1,32 personas por km².

## Geografía
Hay Springs se encuentra ubicado en las coordenadas 42°45′26″N 102°41′00″O / 42.75722, -102.68333. Según la Oficina del Censo de los Estados Unidos, Hay Springs tiene una superficie total de 720.21 km², de la cual 719.5 km² corresponden a tierra firme y (0.1%) 0.71 km² es agua.

## Demografía
Según el censo de 2010, había 951 personas residiendo en Hay Springs. La densidad de población era de 1,32 hab./km². De los 951 habitantes, Hay Springs estaba compuesto por el 94.43% blancos, el 0% eran afroamericanos, el 3.36% eran amerindios, el 0.11% eran asiáticos, el 0% eran isleños del Pacífico, el 0% eran de otras razas y el 2.1% pertenecían a dos o más razas. Del total de la población el 1.05% eran hispanos o latinos de cualquier raza.